# Gene Conners

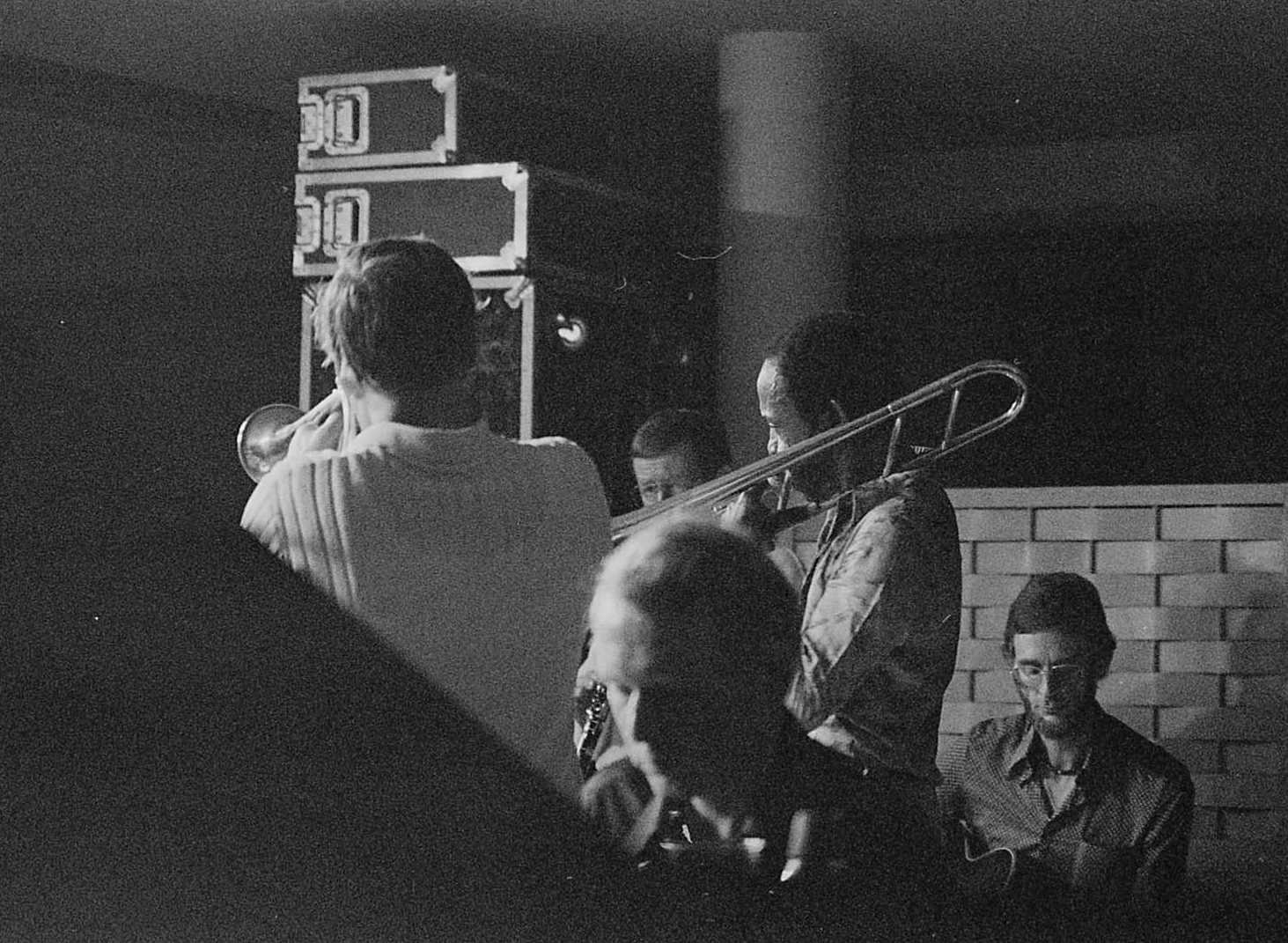
Gene Conners an der Posaune, beim North Sea Jazz Festival in den späten 1970ern

Gene „Mighty Flea“ Conners, gelegentlich auch Connors, (* 28. Dezember 1930 in Birmingham, Alabama; † 10. Juni 2010 in Arizona) war ein US-amerikanischer Posaunist des Modern Jazz und des Rhythm and Blues.

## Leben
Conners’ Vater war ein Amateur-Saxophonist, der in seiner Heimatstadt einen Club namens The Ace of Hearts führte. Zur Musik kam er durch seine Mutter, die Gründungsmitglied des Vokalensembles Original Gospel Harmonettes war. Bereits mit sieben Jahren lernte er Posaune und arbeitete schon als Jugendlicher in verschiedenen musikalischen Formationen in Birmingham, New Orleans und Chicago. Während seines Militärdienstes bei der US-Marine war er vier Jahre Bandmusiker und dabei Solist in einer Tanzband. 1955 zog er nach Kalifornien und gründete die Formation Corvettes. In Los Angeles lernte er Johnny Otis kennen, mit dem er später häufig arbeiten sollte, nahm mit verschiedenen lokalen Rhythm-&-Blues-Künstlern auf und war vertretungsweise als Posaunist in Ray Charles’ Orchester und im Count Basie Orchestra (1958) beschäftigt.

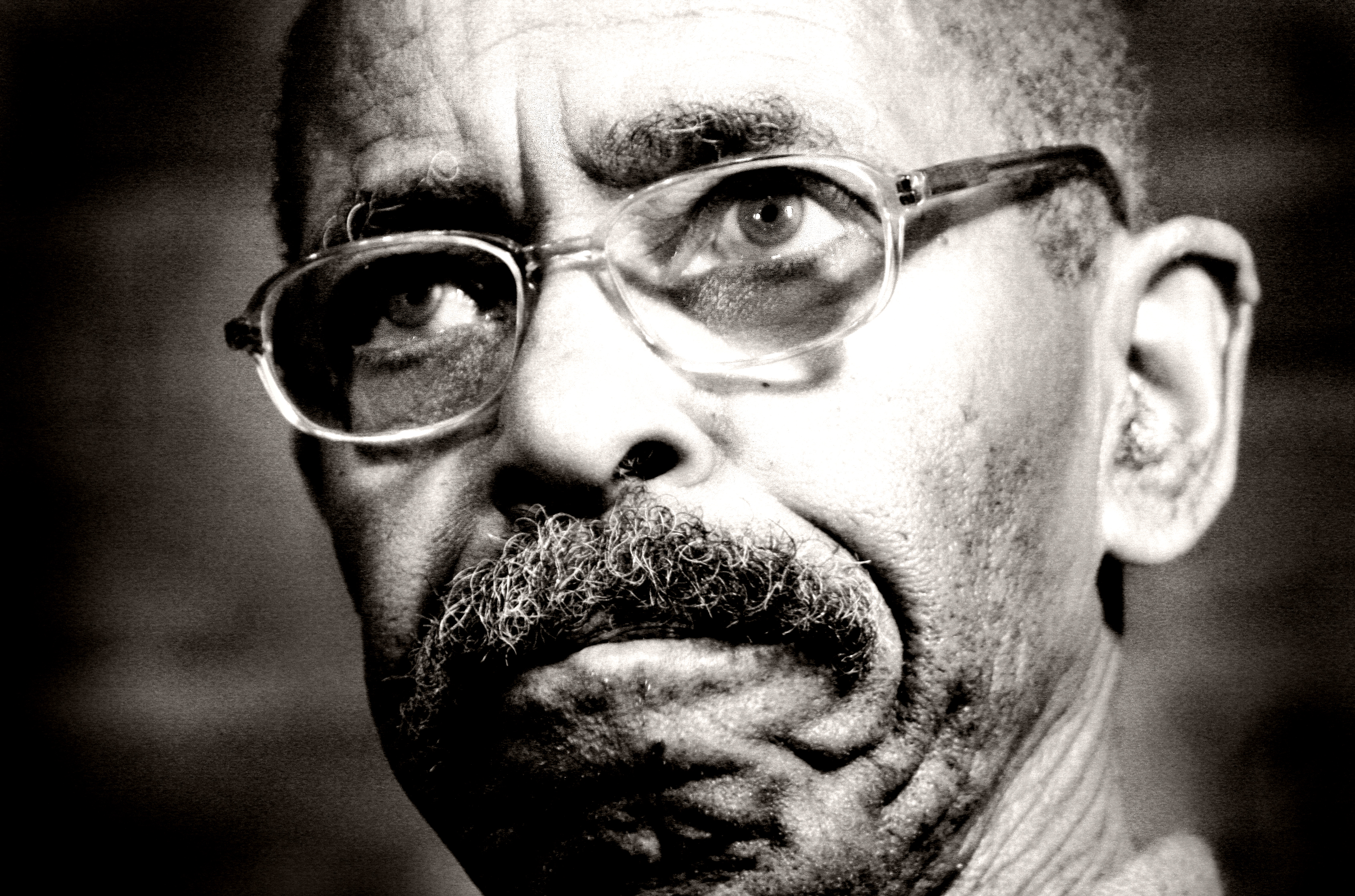
Gene "Mighty Flea" Conners at a Concert in the Charivari Bar in Wattenscheid, Germany, in 2008.

Später arbeitete er mit verschiedenen Musikern zusammen, wie mit Otis, Esther Phillips, Big Joe Turner, Eddie „Cleanhead“ Vinson, T-Bone Walker, Joe Liggins, Roy Brown, Pee Wee Crayton, Lionel Hampton, Sammy Price, Ronnie Scott, Doc Cheatham, Ray Charles, Ike and Tina Turner. Mit der Otis-Band und deren Auftritt bei Monterey Jazz Festival ist Conners in dem Clint Eastwood Film Sadistico (1971) zu sehen.
Seit 1978 spielte Mighty Flea als Solist und mit eigenen Formationen auf allen großen Jazz- und Bluesfestivals in Europa. In Deutschland nahm er Anfang der 1980er Jahre mit dem englischen Gitarristen und Songwriter John C. Marshall zwei Alben auf. In den 1990er Jahren wurde Conners oft von dem Pianisten Jan Luley und  dem Bassgitarristen Ralf Mähnhöfer begleitet. 

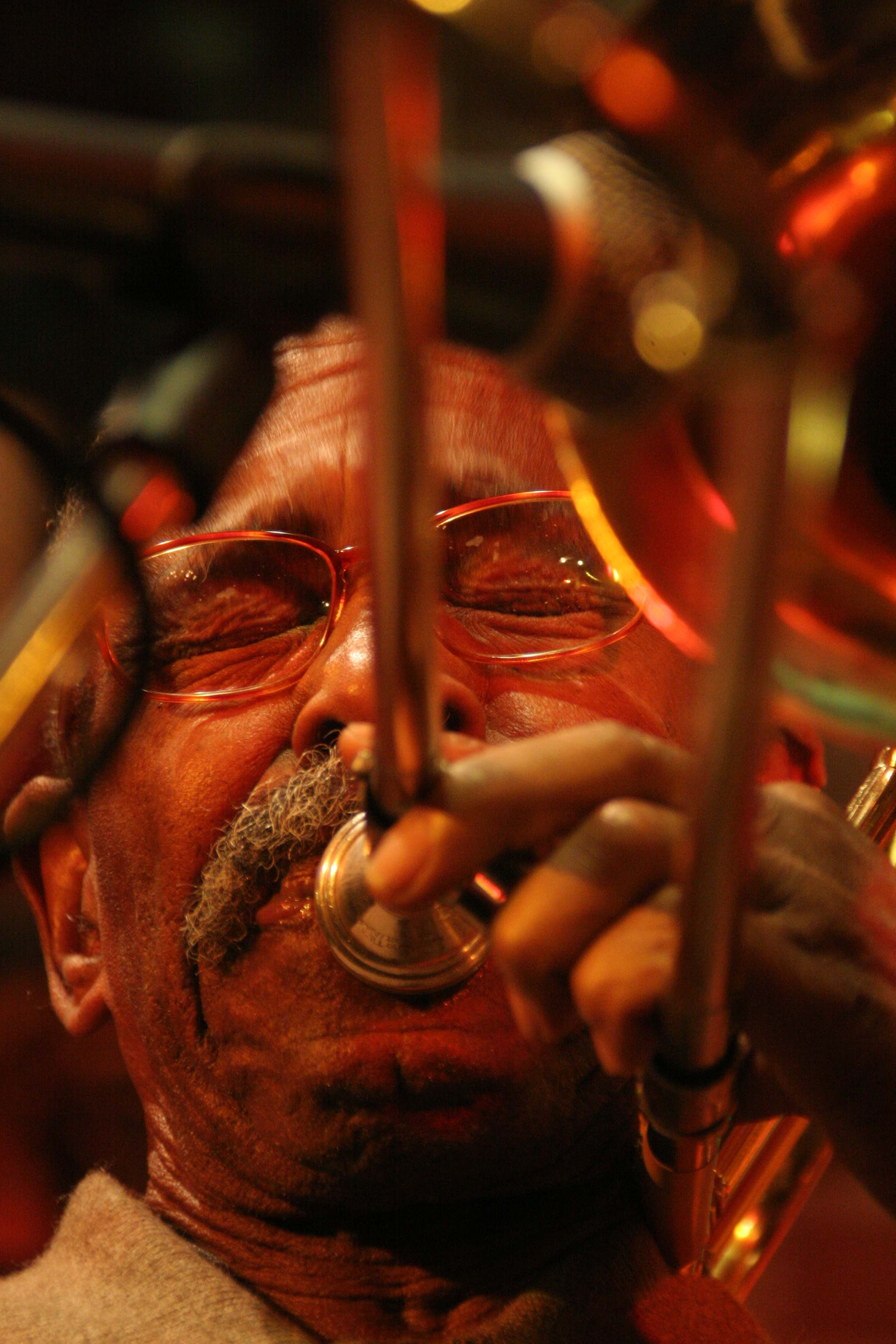
Gene "Mighty Flea" Conners at a Concert in the Charivari Bar in Wattenscheid, Germany, in 2008.

Gene „Mighty Flea“ Connors hat seinen Spitznamen Mächtiger Floh seinem kraftvollen Spiel zu verdanken. In seinen späteren Jahren kehrte er in die Vereinigten Staaten zurück und ließ sich in Arizona nieder.

## Diskografie
- Coming Home (1976)
- Sanctified (1981)
- Gene Mighty Flea Conners Sings and Plays R&B (1984)
- Jumping the Blues (1995)